# Yoo Seung-jun
Yoo Seung-jun, noto anche con lo pseudonimo di Steve Yoo (유승준?, 劉承俊?; Seul, 15 dicembre 1976), è un cantante e attore statunitense. Ha iniziato la sua carriera in Corea del Sud nel 1997 ottenendo un immediato successo, ma nel 2002 è stato accusato di eludere il servizio militare obbligatorio diventando cittadino statunitense. Gli è stato quindi vietato di entrare in Corea del Sud per sempre. Da allora, Yoo svolge la carriera di attore in Cina.

## Discografia
- 1997 – West Side
- 1998 – For Sale
- 1999 – Now or Never
- 1999 – Over and Over
- 2000 – Summit Revival
- 2001 – Infinity
- 2007 – Rebirth of YSJ

## Filmografia

### Cinema
- Little Big Soldier (2010)
- He-Man (2011)
- Scheme With Me (2012)
- Chinese Zodiac (2012)
- Man of Tai Chi (2013)
- The Wrath of Vajra (2013)
- Long's Story (2014)
- The Break-Up Artist (2014)
- Dragon Blade (2015)
- Taste of Love (2015)
- Crazy Fist (2017)
- Romantic Warrior (2017)
- Invictus Basketball (2017)
- Blade Master Li Bai (2019)

### Televisione
- The Sleuth of the Ming Dynasty (2020)
- The Patriot Yue Fei (2013)

## Riconoscimenti
- Golden Disc Award
  - 1997 – Bonsang (Miglior artista)
  - 1999 – Bonsang (Miglior artista)
  - 2000 – Bonsang (Miglior artista)
- Mnet Asian Music Award
  - 1999 – Candidatura Miglior artista uomo per Passion (열정)
  - 2000 – Candidatura Miglior performance di ballo per Vision (비전)
  - 2001 – Miglior performance di ballo per Wow
  - 2001 – Candidatura Miglior artista uomo
- Seoul Music Award
  - 2000 – Bonsang (Premio principale)
  - 2001 – Bonsang (Premio principale)